# Соціальний контракт (Доктор Хаус)
«Соціальний контракт» (англ. The Social Contract)  — сімнадцята серія п'ятого сезону американського телесеріалу «Доктор Хаус». Прем'єра епізоду проходила на каналі FOX 9 березня 2009. Доктор Хаус і його нова команда мають врятувати чоловіка, який почав казати лише жахливу правду.

## Сюжет
Під час вечірки у Ніка починає текти кров з носа і він непритомніє. В лікарні команда дізнається, що чоловік втратив здатність брехати і тепер говорить лише правду. Проте в основному ця правда доволі неприємна. Тринадцята вважає, що у нього пухлина у носі, яка проросла у мозок. Хаус наказує зробити ендоскопію носової порожнини, але вона не виявляє пухлини. Хаус наказує шукати пошкодження мозку. Форман і Тринадцята знаходять пошкодження, але воно близько до мозку і біопсію робити не можна. Форман думає, що у пацієнта нейросаркоїзод і команда починає лікування. Проте невдовзі у чоловіка починають відмовляти нирки.
Хаус думає, що у Ніка генетична хвороба і наказує команді перевірити дочку пацієнта. Тауб вважає, що у чоловіка діабет. Цей варіант теж не виключений, тому Хаус наказує не годувати Ніка, а давати йому глюкозу. Версію з діабетом відкинуто, тому Хаус наказує провести радіоізотопне сканування. Але перед скануванням у чоловіка підвищується температура і накопичується рідина у легенях. Після розмови з пацієнтом Катнер дізнається, що його собака міг помітити у його склянку з соком. Також Катнер помічає у Ніка почервоніння очей, що вказує на лептоспіроз. Лікування допомагає, але команда розуміє, що тепер Нік не зможе брехати аж до смерті. Чоловік не може з цим змиритися і просить Хауса прооперувати його. Операція може його вбити, але Хаус все одно звертається до Чейза. Ніяких ускладнень на операції не відбувається, але після неї ситуація не змінюється. Згодом у Ніка виникає серцевий напад і різке падіння температури.
Команда проводить повний огляд тіла і помічає ущільнення в печінці і судинну мальформацію. Хаус розуміє, що у Ніка фіброзна мезатоліома, яку організм сприйняв за агресора і почав атакувати органи. Хірурги видаляють фіброз і Нік одужує, проте його родина вже знає, який він насправді.